# محوطه قبر بازگیر
محوطه قبر بازگیر مربوط به دوره اشکانیان است و در شهرستان خرم‌آباد، بخش ویسیان، دهستان شوراب، روستای نجم سهیلی واقع شده و این اثر در تاریخ ۲۸ اسفند ۱۳۸۵ با شمارهٔ ثبت ۱۸۵۹۹ به‌عنوان یکی از آثار ملی ایران به ثبت رسیده است.